# Вазібло (Південна Дакота)
{{Otherplaces|Вазібло}
Вазібло (лакота Wazíbló)  — переписна місцевість (CDP) в США, в окрузі Оглала-Лакота штату Південна Дакота. Населення — 3138 осіб (2020).

## Географія
Вазібло розташований за координатами 43°1′37″ пн. ш. 102°33′9″ зх. д. / 43.02694° пн. ш. 102.55250° зх. д. (43.026937, -102.552391).  За даними Бюро перепису населення США в 2010 році переписна місцевість мала площу 7,35 км², уся площа — суходіл.

## Демографія
Згідно з переписом 2010 року, у переписній місцевості мешкало 3308 осіб у 758 домогосподарствах у складі 620 родин. Густота населення становила 450 осіб/км².  Було 863 помешкання (117/км²).
Расовий склад населення:
| - 97,6 % — корінних американців - 1,5 % — білих - 0,1 % — азіатів |

До двох чи більше рас належало 0,7 %. Частка іспаномовних становила 2,2 % від усіх жителів.
За віковим діапазоном населення розподілялося таким чином: 40,0 % — особи молодші 18 років, 54,7 % — особи у віці 18—64 років, 5,3 % — особи у віці 65 років та старші. Медіана віку мешканця становила 23,0 року. На 100 осіб жіночої статі у переписній місцевості припадало 96,0 чоловіків;  на 100 жінок у віці від 18 років та старших — 89,7 чоловіків також старших 18 років.
Середній дохід на одне домашнє господарство  становив 42 111 долар США (медіана — 37 500), а середній дохід на одну сім'ю — 40 954 долари (медіана — 36 250). За межею бідності перебувало 47,4 % осіб, у тому числі 51,8 % дітей у віці до 18 років та 35,5 % осіб у віці 65 років та старших.
Цивільне працевлаштоване населення становило 863 особи. Основні галузі зайнятості: освіта, охорона здоров'я та соціальна допомога — 45,3 %, публічна адміністрація — 18,8 %, мистецтво, розваги та відпочинок — 11,1 %, роздрібна торгівля — 10,8 %.